# William Trelease
William Trelease (22 de febrero de 1857, Mount Vernon Nueva York – 1 de enero de 1945) fue un botánico, entomólogo, explorador, escritor y educador estadounidense.
Se gradúa B.S. en la Universidad de Cornell en 1880. Fue instructor en botánica en Harvard University entre 1880 a 1881, instructor en botánica en Universidad de Wisconsin-Madison 1881-83 y profesor de botánica de 1883 a 1885.
Fue conferencista especial en botánica en Johns Hopkins University y a cargo de la Escuela de Verano de Botánica de Harvard, entre 1883-84.
Fue profesor de la "Cátedra Engelmann" de botánica en la Universidad Washington en San Luis de 1885 a 1913, y director del Jardín Botánico de Misuri de 1889 a 1912.
Fue activo de un gran número de asociaciones profesionales municipales y académicas: y fue el primer Presidente de la Botanical Society of America en 1894 y Presidente nuevamente en 1918. De 1913 a 1926 fue profesor de botánica y jefe de departamento de la Universidad de Illinois.
Trelease fue uno de los científicos en la bimensual expedición a Alaska de Harriman (Edward Henry Harriman) en 1899. En 1932 lidera una expedición botánica a las islas Canarias y a España, en 1933 otra a Nueva Zelanda.
Escribe gran cantidad de artículos científicos y monografías. Su obra en las Piperaceae del norte de Sudamérica, dejada inconclusa con su deceso, fue completada por su alumno Truman G. Yuncker. También escribió varios libros populares de botánica y jardinería, como Plant materials of decorative gardening (1917) y Botánica Invernal (1918).

## Otras publicaciones
- Plant Materials of Decorative Gardening. Urbana, Illinois 1917, 2ª. ed. 1921, 3ª ed. 1926
- Winter Botany. Urbana, Illinois 1918
- The American Oaks. En: Mem. Nat. Acad. Sci. 20, 1924

## Honores

### Eponimia
Género
- (Commelinaceae) Treleasea Rose[7]

Especies
- (Agavaceae) Agave treleasei Toumey[8]

- (Brassicaceae) Draba treleasei Gilg ex O.E.Schulz[9]

- (Dracaenaceae) Dasylirion treleasei (Bogler) Hochstätter[10]

- (Piperaceae) Peperomia treleasei Trel. & Standl.[11]

- (Ranunculaceae) Delphinastrum treleasei Nieuwl.[12]

- (Rosaceae) Cercocarpus treleasei C.K.Schneid.[13]

- (Rosaceae) Crataegus treleasei Sarg.[14]

- (Scrophulariaceae) Mimulus treleasei A.L.Grant[15]

- (Viscaceae) Phoradendron treleasei Rizzini[16]

- (Vitaceae) Vitis treleasei Munson in A.Gray ex B.L.Rob.[17]

- La abreviatura «Trel.» se emplea para indicar a William Trelease como autoridad en la descripción y clasificación científica de los vegetales.[18]

## Abreviatura (zoología)
La abreviatura Trelease  se emplea para indicar a William Trelease como autoridad en la descripción y taxonomía en zoología.